# Вальдхаузен (Нижняя Австрия)
Ва́льдхаузен (нем. Waldhausen) — ярмарочная коммуна (нем. Marktgemeinde) в Австрии, в федеральной земле Нижняя Австрия.
Входит в состав округа Цветль. Площадь общины составляет 39,92 км², население — 1220 человек (1 января 2021), плотность населения — 30 чел./км². Официальный код — 32529.

## Население
| Год  | Численность |
| ---- | ----------- |
| 1869 | 1891        |
| 1889 | 2021        |
| 1890 | 1980        |
| 1900 | 1965        |
| 1910 | 1923        |
| 1923 | 1881        |
| 1934 | 1858        |
| 1939 | 1816        |
| 1951 | 1776        |
| 1961 | 1708        |
| 1971 | 1643        |
| 1981 | 1540        |
| 1991 | 1369        |
| 2001 | 1334        |
| 2011 | 1266        |
| 2021 | 1220        |

## Политическая ситуация
Бургомистр коммуны — Франц Хойслер (АНП) по результатам выборов 2005 года.
Совет представителей коммуны (нем. Gemeinderat) состоит из 19 мест.
- АНП занимает 15 мест.
- СДПА занимает 4 места.